# Mansedumbre (película)
Mansedumbre es una película en blanco y negro de Argentina dirigida por Pedro R. Bravo sobre su propio guion, basado en la novela homónima del escritor tucumano Guillermo C. Rojas, quien a su vez realizó la adaptación de la novela.
A mediados de 1951 entró en el laboratorio del ICUNT (Instituto Cinefotográfico de la Universidad Nacional de Tucumán), con fondos del Gobierno nacional (el peronismo quería que hubiera producciones cinematográficas en todo el país) y se estrenó en enero de 1953.
Se estrenó el 22 de enero de 1953 y que tuvo como protagonistas a Mario Vanadia y Beatriz Bonnet.
Tanto la novela como el film contaban con distintos elementos que aludían al peronismo: la historia de ascenso social del protagonista trabajador azucarero, el final feliz con reconciliación entre las clases, la contextualización del conflicto social en un pasado injusto ―que en el presente de la enunciación ya había quedado atrás―.
La novela se publicó de manera contemporánea al rodaje del film. Se trataba de una nueva versión de otra novela anterior escrita por el mismo Rojas en 1940, con el título de Mansedumbre herida.

## Sinopsis
La hija de un hombre rico se enamora de un joven pobre.

## Reparto
- Mario Vanadia
- Beatriz Bonnet
- Alberto Maccarini
- Claudio Barrios
- Guillermo Farnum
- María Adela Medina
- Raúl A. Beltrán
- Elena Bardon
- Juan Medina
- Victoria Marcial
- Olga Sfriso
- Rubén Medina

## Comentarios
El Heraldo del Cinematografista opinó que en la película:

”Se ha dedicado demasiado metraje a un tema que asoma huérfano de matices.”